# Мігел Феліпе Кардозу
Мігел Феліпе Нунеш Кардозу (порт. Miguel Filipe Nunes Cardoso; нар. 19 червня 1994, Лісабон) — португальський футболіст, нападник турецького клубу «Кайсеріспор». Виступав також за низку португальських і закордонних клубів.

## Ігрова кар'єра
Мігел Феліпе Кардозу народився 1994 року в Лісабоні. Розпочав займатися футболом у юнацькій команді клубу «Бенфіка», пізніше грав також за юнацькі команди клубів «Ештрела», «Каза Піа» та «Реал СК». У професійному футболі Кардозу дебютував 2012 року виступами за команду «Реал СК», в якій грав до 2014 року, взявши участь у 30 матчах чемпіонату.
У 2014 році футболіст перейшов до іспанського клубу «Депортіво», спочатку грав тільки за другу команду клубу, а з 2015 року розпочав залучатися до основної команди клубу, проте гравцем основного складу не став, і в 2016 році керівництво клубу віддало португальця в оренду на батьківщину до клубу «Уніан Мадейра». У 2016—2018 роках Кардозу грав у складі португальського клубу «Тондела».
У 2018 році Мігел Феліпе Кардозу став гравцем російського клубу «Динамо» (Москва), а в 2020 році керівництво московського клубу віддало португальського футболіста в оренду, спочатку до іншого російського клубу «Тамбов», а пізніше до португальського клубу «Белененсеш САД». З 2021 року Кардозу грає у складі турецького клубу «Кайсеріспор» на правах постійного контракту. 12 травня 2025 року, Мігел оформив хет-трик у переможному матчі 3–1 проти клубу «Антальяспор».